# Oxitalán
El oxitalán es un tipo de fibra orgánica, parecida a la elastina, que se encuentra en varios tipos de tejidos que están sometidos a constantes esfuerzos de tracción, compresión o simplemente deformación elástica. Esta sustancia, se compone principalmente de 2 tipos de proteínas microtubulares como son la Fibrilina-1 (que esta en una elevada concentración) y la Fibrilina-2 (que se encuentra en menor concentración, pero limita el desarrollo de la fibra de oxitalán).
La microfibrilla formada por las dos proteínas anteriores se une a otras microfibrillas del mismo tipo para formar, cuando se han unido bastantes, un haz de microfibrillas, a lo que conocemos con el nombre de Oxitalán.
Se piensa además, que gracias a diferentes tipos de proteínas que se encuentren en la matriz extracelular (un ejemplo sería la Fibulina-5) estas microfibrillas se pueden unir a la tropoelastina, que es la molécula precursora extracelularmente de la elastina, lo que ayudaría a una unión entre estos dos tipos de fibras.
El oxitalán se observa en muy alta cantidad en el ligamento periodontal, se asocia a los vasos que irrigan este y sus funciones son:
- Servir de sostén a las células y promover elasticidad al tejido, al mismo tiempo que aumenta su resistencia y rigidez.
- Gracias a su asociación a los vasos, los organiza y reordena cuando se produce un cambio en la estructura del ligamento periodontal (producido en mayor medida por las fuerzas que se ejercen sobre los dientes).
- Ayudar a la deposición de células durante la erupción dental.

El oxitalán se embebe en el tejido óseo del hueso alveolar y en el tejido del cemento dental. Cuando estos se mineralizan, queda anclada en la zona, a igual que el colágeno y la elastina.